# Vela nos Jogos Olímpicos de Verão de 2020 - 470 masculino
A classe 470 masculino da vela nos Jogos Olímpicos de Verão de 2020 foi disputada entre 28 de julho e 4 de agosto de 2021 no Porto de Iates de Enoshima, em Fujisawa. Um total de 38 velejadores de 19 Comitês Olímpicos Nacionais (CON) participaram do evento.
O título olímpico foi conquistado pela dupla australiana Mathew Belcher e Will Ryan. A prata ficou com a dupla sueca Anton Dahlberg e Fredrik Bergström, enquanto os espanhóis Jordi Xammar e Nicolás Rodríguez conquistaram o bronze.

## Qualificação
O período de qualificação começou no Campeonato Mundial de 2018 em Aarhus, Dinamarca. Lá, 101 vagas, cerca de 40% do total, foram entregues aos CONs com as melhores posições em cada classe. Seis vagas estiveram disponíveis nas classes Laser e Laser Radial nos Jogos Asiáticos de 2018 e nos Jogos Pan-Americanos de 2019, enquanto 61 vagas foram distribuídas aos velejadores nos Campeonatos Mundiais de cada classe em 2019. Em 2020 e em 2021, as regatas de qualificação continentais foram realizadas para decidir o restante das vagas, enquanto duas vagas nas classes Laser e Laser Radial foram entregues pela Comissão Tripartite a CONs ainda não representados. Como país-sede, o Japão recebeu vagas em cada uma das 10 classes olímpicas.

## Formato
A prova é composta por dez regatas preliminares e uma de decisão das medalhas (Medal Race). A posição em cada regata se traduz em pontos (os primeiros colocados somam um ponto na classificação, enquanto os décimos, por exemplo, somam 10 pontos), que são acumulados de regata a regata para obter a classificação. Apenas as dez menores pontuações ao fim das dez primeiras regatas avançam para a Medal Race, na qual os pontos obtidos juntam-se aos já acumulados. Cada barco deve excluir uma regata para sua pontuação total, com exceção da Medal Race que não pode ser excluída e sua pontuação conta em dobro.
As regatas desenrolam-se num percurso marcado com boias, que deve ser obrigatoriamente percorrido pelos velejadores conforme as regras do comitê organizador.

## Calendário
| Data → | Quarta 28 jul | Quinta 29 jul | Sexta 30 jul  | Sábado 31 jul | Domingo 1 ago | Segunda 2 ago | Terça 3 ago    | Quarta 4 ago |
| ------ | ------------- | ------------- | ------------- | ------------- | ------------- | ------------- | -------------- | ------------ |
| 470    | Regatas 1 e 2 | Regatas 3 e 4 | Regatas 5 e 6 | Descanso      | Regatas 7 e 8 | Descanso      | Regatas 9 e 10 | Medal Race   |

## Medalhistas
| Ouro   | AUS Mathew Belcher e William Ryan      |
| Prata  | SWE Anton Dahlberg e Fredrik Bergström |
| Bronze | ESP Jordi Xammar e Nicolás Rodríguez   |

## Resultados
Estes foram os resultados obtidos da competição:
| Pos.              | Velejadores                       | CON                 | Regata | Regata | Regata | Regata | Regata | Regata | Regata | Regata | Regata | Regata | Regata | Pontos | Pontos |
| Pos.              | Velejadores                       | CON                 | 1      | 2      | 3      | 4      | 5      | 6      | 7      | 8      | 9      | 10     | MR     | Tot.   | Net    |
| ----------------- | --------------------------------- | ------------------- | ------ | ------ | ------ | ------ | ------ | ------ | ------ | ------ | ------ | ------ | ------ | ------ | ------ |
| Medalha de ouro   | Mathew Belcher Will Ryan          | AUS Austrália       | 2      | 5      | 1      | 1      | 4      | 3      | 2      | 1      | 2      | 8      | 2      | 31     | 23     |
| Medalha de prata  | Anton Dahlberg Fredrik Bergström  | SWE Suécia          | 1      | 15     | 8      | 5      | 6      | 11     | 1      | 5      | 3      | 1      | 4      | 60     | 45     |
| Medalha de bronze | Jordi Xammar Nicolás Rodríguez    | ESP Espanha         | 10     | 1      | 10     | 6      | 14     | 1      | 3      | 2      | 5      | 7      | 10     | 69     | 55     |
| 4                 | Paul Snow-Hansen Daniel Willcox   | NZL Nova Zelândia   | 6      | 2      | 7      | 7      | 5      | 7      | 13     | 8      | 6      | 3      | 6      | 70     | 57     |
| 5                 | Luke Patience Chris Grube         | GBR Grã-Bretanha    | 3      | 8      | 2      | 4      | 10     | 5      | 9      | 6      | 7      | 10     | 16     | 80     | 70     |
| 6                 | Giacomo Ferrari Giulio Calabrò    | ITA Itália          | 9      | 9      | 12     | 9      | 9      | 4      | 14     | 3      | 10     | 2      | 14     | 95     | 81     |
| 7                 | Keiju Okada Jumpei Hokazono       | JPN Japão           | 7      | 4      | 4      | 11     | 13     | 9      | 5      | 4      | 15     | 13     | 12     | 97     | 82     |
| 8                 | Panagiotis Mantis Pavlos Kagialis | GRE Grécia          | 5      | 6      | 3      | 20 DSQ | 15     | 12     | 8      | 7      | 4      | 6      | 18     | 104    | 84     |
| 9                 | Stuart McNay David Hughes         | USA Estados Unidos  | 8      | 12     | 9      | 10     | 8      | 8      | 7      | 9      | 8      | 11     | 8      | 98     | 86     |
| 10                | Deniz Çınar Ateş Çınar            | TUR Turquia         | 11     | 4      | 5      | 3      | 2      | 10     | 17     | 13     | 11     | 4      | 20     | 110    | 93     |
| 11                | Kevin Peponnet Jérémie Mion       | FRA França          | 4      | 7      | 11     | 13     | 12     | 2      | 11     | 11     | 13     | 16     |        | 100    | 84     |
| 12                | Pavel Sozykin Denis Gribanov      | ROC                 | 14     | 13     | 6      | 12     | 16     | 6      | 6      | 10     | 9      | 12     |        | 104    | 88     |
| 13                | Xu Zangjun Wang Yang              | CHN China           | 15     | 11     | 13     | 8      | 11     | 14     | 4      | 15     | 14     | 5      |        | 110    | 95     |
| 14                | Park Gun-woo Cho Sung-min         | KOR Coreia do Sul   | 17     | 16     | 14     | 15     | 3      | 17     | 15     | 14     | 1      | 9      |        | 121    | 104    |
| 15                | Diogo Costa Pedro Costa           | POR Portugal        | 13     | 10     | 15     | 14     | 1      | 13     | 10     | 16     | 12     | 17     |        | 121    | 104    |
| 16                | Henrique Haddad Bruno Bethlem     | BRA Brasil          | 16     | 3      | 17     | 2      | 18     | 19     | 12     | 17     | 16     | 15     |        | 135    | 116    |
| 17                | Jacob Saunders Oliver Bone        | CAN Canadá          | 12     | 17     | 16     | 16     | 7      | 15     | 16     | 12     | 17     | 14     |        | 142    | 125    |
| 18                | Tyler Paige Adrian Hoesch         | ASA Samoa Americana | 18     | 19     | 18     | 17     | 17     | 16     | 19     | 18     | 18     | 18     |        | 178    | 159    |
| 19                | Matias Montinho Paixão Afonso     | ANG Angola          | 20 DNF | 18     | 19     | 18     | 19     | 18     | 18     | 19     | 19     | 19     |        | 187    | 167    |

Legenda
| - DSQ = Desclassificação; - DNE = Desclassificação não descartável; - DNF = Não cruzou a linha de chegada; | - DNC = Não compareceu na área de largada; - DNS = Não largou; - STP = Penalidade padrão; | - UFD = Desclassificação por bandeira "U"; - BFD = Desclassificação por bandeira preta; - OCS = Queima de largada. |